# Nasour Ibrahim Koursami
Nasour Ibrahim Koursami (né le 20 mai 1983[Où ?]) est une personnalité notable de la politique tchadienne, reconnu pour son expérience dans le domaine juridique, son expertise en administration et son engagement envers le développement du Tchad. Il occupe actuellement le poste de président du parti Les Patriotes,,.

## Jeunesse et éducation
Koursami a fréquenté à l'école dans sa province natale de Wadi Fira/Bamina avant de poursuivre ses études à N’Djamena puis au Royaume-Uni. Il a obtenu un doctorat en droit pénal à l'Université d'Édimbourg.

## Réalisations professionnelles
Nasour Ibrahim Koursami a commencé sa carrière très tôt au cabinet d'avocats Temple Law Street et Freeman Harris de Londres en tant qu'avocat en litige.
À son retour au Tchad, il n'a pas hésité à mettre ses compétences professionnelles et son parcours au service de l'administration tchadienne. Il a été immédiatement nommé directeur général de Contrôle et d'Archives au Secrétariat Général du Gouvernement (SGG). Ses deux années à la tête de ce département ont été enrichissantes, ce qui lui a valu une autre promotion. De la Direction Générale de Contrôle et d'Archives au SGG, il a été nommé secrétaire général de l'École nationale d'administration (ENA), puis directeur de la recherche appliquée à l'ENA de 2016 à 2017.
Pour sa contribution au développement du pays, le Dr Nasour Ibrahim Koursami a reçu l'insigne de chevalier de l'Ordre national du Mérite de la République du Tchad.

## Entrepreneuriat et auteur
En dehors de son service public, Koursami est un individu impliqué dans le secteur entrepreneurial. Il a fondé SEYAL-Tchad SA, une entreprise active dans divers secteurs dont l'agriculture, l'import-export, la gomme arabique et les graines de sésame.
Ayant un goût pour l'écriture, il a publié son livre Les éléments contextuels du crime de génocide, qui examine la nature des éléments contextuels de la définition légale du crime de génocide. Il est également l'auteur de plusieurs articles dans la presse tchadienne et dans le domaine de la recherche scientifique.